# Ардизия приземистая
Ардизия приземистая (лат. Ardisia humilis) — вид цветковых растений рода Ардизия семейства Первоцветные (Primulaceae) подсемейства Мирсиновые (Myrsinoideae), произрастающий в Юго-Восточной Азии, южной части Китая, на Филиппинах и во Вьетнаме.

## Описание
Вечнозеленый кустарник высотой 1-2 м. Листья от широко овальных до эллиптических, 15-18 см длиной и 5-7 см шириной, кожистые, с острым концом. Цветы розовые, 5-6 мм в диаметре, соцветие — щиток. Плод от красного до темно-пурпурного цвета 6 мм в диаметре содержит одно семечко, созревающее поздней осенью.

## Статус
Некоторыми ботаниками виды Ардизия приземистая, Ардизия пасленовая и Ардизия эллиптическая объединяются в один вид.